# Obliczeniowa mechanika płynów

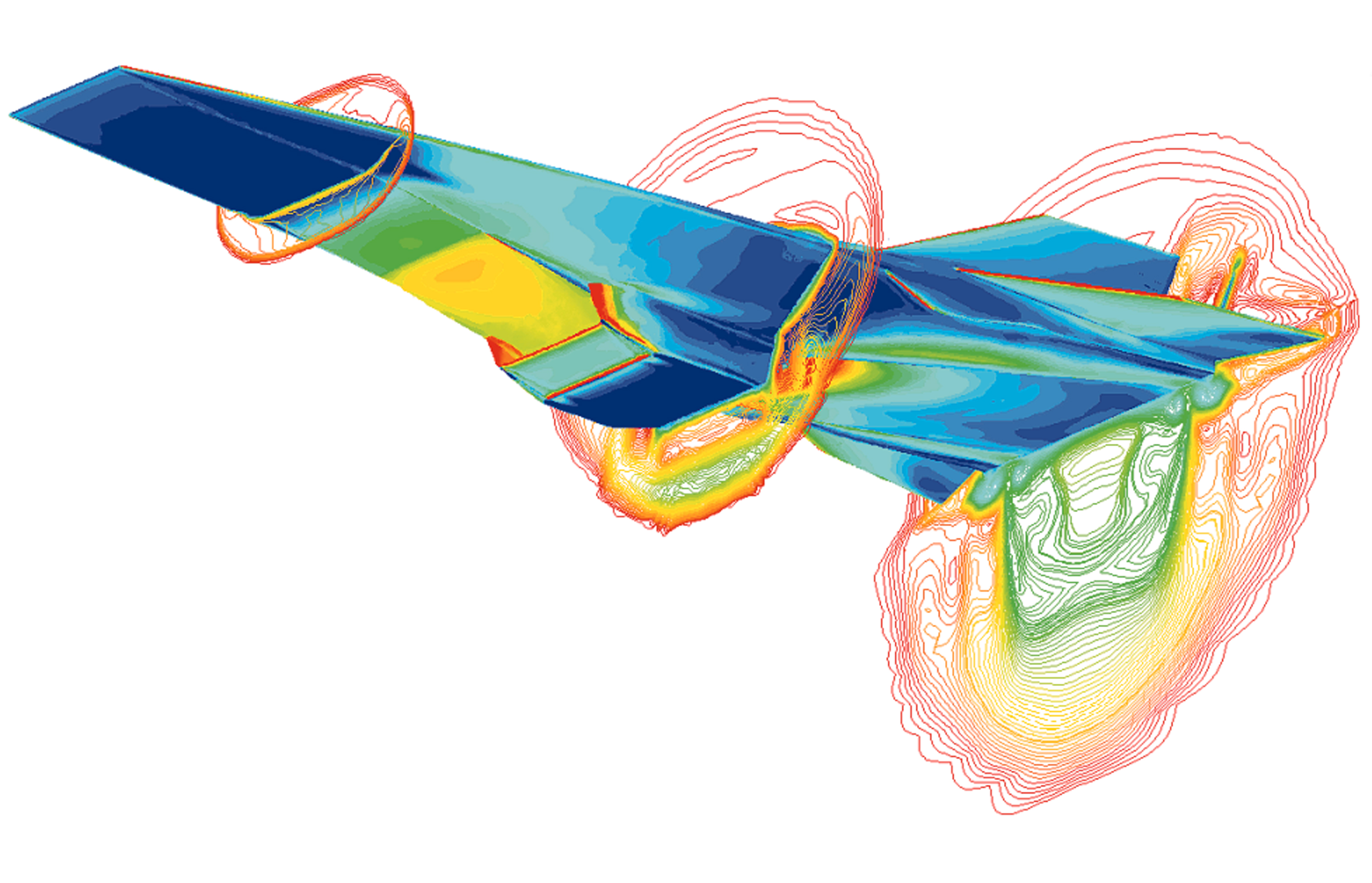
Prezentacja wyników obliczeń przepływowych (strumień ciepła i liczba Macha) samolotu hipersonicznego X-43

Obliczeniowa mechanika płynów, numeryczna mechanika płynów (ang. Computational Fluid Dynamics, CFD) – dział mechaniki płynów wykorzystujący metody numeryczne do rozwiązywania zagadnień przepływu płynów wyrażonych zwykle w formie równanań Naviera-Stokesa i innych (np. równania energii).
Dzięki dyskretyzacji i numerycznemu rozwiązaniu cząstkowych równań różniczkowych opisujących przepływ, możliwe jest przybliżone wyznaczenie dlań rozkładu prędkości, ciśnienia, temperatury i innych parametrów. Współczesne programy CFD pozwalają na rozwiązywanie przepływów z uwzględnieniem lepkości i ściśliwości, przepływów wielofazowych, przepływów w których występują reakcje chemiczne lub procesy spalania, a także np. siły elektromagnetyczne. Szerzej, możliwe są obliczenia interakcji z ciałem stałym (w tym przepływów przez struktury porowate), jak i  przepływów w których czynnik jest płynem newtonowskim (niutonowskim) lub nienewtonowskim. 
Większość współczesnych programów CFD rozwiązuje  równania Naviera-Stokesa (tj. równania zachowania pędu) i dyskretyzuje je za pomocą metody objętości skończonych, metody elementów skończonych lub metody różnic skończonych. Powszechnie dostępne jest zarówno komercyjne oprogramowanie do CFD, jak i darmowe oprogramowanie tworzone zazwyczaj w ośrodkach akademickich lub większych konsorcjach.

## Oprogramowanie
- OpenFOAM[6]
- Autodesk Simulation CFD
- ANSYS Fluent
- ANSYS CFX
- Simcenter STAR-CCM+